# Atrichopogon scutellaris
Atrichopogon scutellaris är en tvåvingeart som beskrevs av Maurice Emile Marie Goetghebuer 1933. Atrichopogon scutellaris ingår i släktet Atrichopogon och familjen svidknott.
Artens utbredningsområde är Kongo. Inga underarter finns listade i Catalogue of Life.